# Seis Hermanos
Seis Hermanos és una entitat de població (castellà: caserío) de l'Uruguai ubicada al sud del departament de Canelones. Es troba 8 km al sud de la ciutat del Sauce i 4 km al nord-est de Toledo.

## Població
Segons les dades del cens de l'any 2004, Seis Hermanos tenia 553 habitants.
| Any  | Població |
| ---- | -------- |
| 1963 | 174      |
| 1975 | 245      |
| 1985 | 347      |
| 1996 | 462      |
| 2004 | 553      |
| 2011 | 622      |

Font: Institut Nacional d'Estadística de l'Uruguai